# Bathylagoides nigrigenys
Bathylagoides nigrigenys is een straalvinnige vissensoort uit de familie van de kleinbekken (Bathylagidae). De wetenschappelijke naam van de soort is voor het eerst geldig gepubliceerd in 1931 door Parr.